# Taurus Awards 2002
Die Taurus Awards 2002 waren die zweite Verleihung des Taurus Award, eine US-amerikanische Auszeichnung für Filmstunts, welche am 31. Mai 2002 wie im Vorjahr im Santa Monica Barker Hangar stattfanden. Die wichtigsten Auszeichnungen gingen an die Stunt-Profis aus den Filmen The Fast and the Furious, Rush Hour 2 und Ritter aus Leidenschaft.

## Verleihung
Arnold Schwarzenegger eröffnete die einstündige Show. Jackie Chan, Regisseur Michael Bay und Stunt-Legende Buddy Van Horn wurden mit Taurus Honorary Awards für ihre anhaltende Unterstützung der Stunt-Gemeinschaft und ihrem Beitrag zu der Welt der Action-Filme geehrt.
Einer der Höhepunkte des Abends waren die ersten Auszeichnungen, die von der Taurus World Stunt Awards Foundation an Empfänger Jacob Chambers und Harry Wowchuck vergeben wurden, die sich beide während der Ausführung eines gefährlichen Stunts im Jahr 2001 verletzten.
Auf der Bühne wurden Live-Stunts durchgeführt, unter anderem fiel Arnold Schwarzenegger aus einem Helikopter.

## Gewinner und Nominierte
Der Taurus Award wird jährlich in wechselnden Kategorien vergeben. Im Jahr 2002 erfolgt die Verleihung in folgenden Kategorien.
Zeitleiste der Kategorien des Taurus Award
Die Auszeichnungen wurden in 14 Kategorien verliehen, in denen insgesamt 25 verschiedene Filme nominiert wurden. Dabei wurde der Film Rush Hour 2 mit neun Nominierungen am häufigsten nominiert. Mit fünf Auszeichnungen erhielt The Fast and the Furious die meisten Taurus Awards, die ein Film bislang bei einer Verleihung sammeln konnte. Dieser Rekord wurde erst bei den Taurus Awards 2009 von der Produktion The Dark Knight eingestellt.
Folgende Filme des Vorjahres wurden 2002 nominiert sowie mit dem Taurus Award ausgezeichnet.
| Kategorie (Englische Originalbezeichnung)                                  | Nominierte Filme (Gewinner fett markiert) |
| -------------------------------------------------------------------------- | ----------------------------------------- |
| Beste Kampfszene (Best Fight)                                              | 15 Minuten Ruhm                           |
| Beste Kampfszene (Best Fight)                                              | Iron Monkey                               |
| Beste Kampfszene (Best Fight)                                              | Die Mumie kehrt zurück                    |
| Beste Kampfszene (Best Fight)                                              | Planet der Affen                          |
| Beste Kampfszene (Best Fight)                                              | Rush Hour 2                               |
| Bester Feuerstunt (Best Fire)                                              | Planet der Affen                          |
| Bester Feuerstunt (Best Fire)                                              | Animal – Das Tier im Manne                |
| Bester Feuerstunt (Best Fire)                                              | Apocalypse Now Redux                      |
| Bester Feuerstunt (Best Fire)                                              | Die letzte Festung                        |
| Bester Feuerstunt (Best Fire)                                              | The One                                   |
| Bester Stunt in der Höhe (Best High Work)                                  | Apocalypse Now Redux                      |
| Bester Stunt in der Höhe (Best High Work)                                  | Monkeybone                                |
| Bester Stunt in der Höhe (Best High Work)                                  | Rush Hour 2                               |
| Bester Stunt in der Höhe (Best High Work)                                  | Rush Hour 2                               |
| Bester Stunt in der Höhe (Best High Work)                                  | Rush Hour 2                               |
| Bester Stunt-Fahrer (Best Driving)                                         | Crime is King                             |
| Bester Stunt-Fahrer (Best Driving)                                         | Banditen!                                 |
| Bester Stunt-Fahrer (Best Driving)                                         | The Fast and the Furious                  |
| Bester Stunt-Fahrer (Best Driving)                                         | The Glass House                           |
| Bester Stunt-Fahrer (Best Driving)                                         | Passwort: Swordfish                       |
| Bester Fahrzeugstunt (Best Work With A Vehicle)                            | Apocalypse Now Redux                      |
| Bester Fahrzeugstunt (Best Work With A Vehicle)                            | The Fast and the Furious                  |
| Bester Fahrzeugstunt (Best Work With A Vehicle)                            | The Fast and the Furious                  |
| Bester Fahrzeugstunt (Best Work With A Vehicle)                            | Monkeybone                                |
| Bester Fahrzeugstunt (Best Work With A Vehicle)                            | Training Day                              |
| Bester Spezialstunt (Best Specialty Stunt)                                 | American Outlaws                          |
| Bester Spezialstunt (Best Specialty Stunt)                                 | American Outlaws                          |
| Bester Spezialstunt (Best Specialty Stunt)                                 | Rush Hour 2                               |
| Bester Spezialstunt (Best Specialty Stunt)                                 | Passwort: Swordfish                       |
| Bester Spezialstunt (Best Specialty Stunt)                                 | Passwort: Swordfish                       |
| Härtester Schlag (Hardest Hit)                                             | Animal – Das Tier im Manne                |
| Härtester Schlag (Hardest Hit)                                             | Corky Romano                              |
| Härtester Schlag (Hardest Hit)                                             | The Fast and the Furious                  |
| Härtester Schlag (Hardest Hit)                                             | The Glass House                           |
| Härtester Schlag (Hardest Hit)                                             | Ritter aus Leidenschaft                   |
| Bester Wasserstunt (Best Water Work)                                       | American Outlaws                          |
| Bester Wasserstunt (Best Water Work)                                       | Animal – Das Tier im Manne                |
| Bester Wasserstunt (Best Water Work)                                       | Jurassic Park III                         |
| Bester Wasserstunt (Best Water Work)                                       | Apocalypse Now Redux                      |
| Bester Wasserstunt (Best Water Work)                                       | Rush Hour 2                               |
| Bester Luftstunt (Best Aerial Work)                                        | Apocalypse Now Redux                      |
| Bester Luftstunt (Best Aerial Work)                                        | Im Fadenkreuz – Allein gegen alle         |
| Bester Luftstunt (Best Aerial Work)                                        | Die letzte Festung                        |
| Bester Luftstunt (Best Aerial Work)                                        | Pearl Harbor                              |
| Bester Luftstunt (Best Aerial Work)                                        | Rat Race                                  |
| Bester Tierstunt (Best Work With An Animal)                                | American Outlaws                          |
| Bester Tierstunt (Best Work With An Animal)                                | American Outlaws                          |
| Bester Tierstunt (Best Work With An Animal)                                | American Outlaws                          |
| Bester Tierstunt (Best Work With An Animal)                                | Ritter aus Leidenschaft                   |
| Bester Tierstunt (Best Work With An Animal)                                | Ritter aus Leidenschaft                   |
| Bester Stunt eines Mannes (Best Overall Stunt By A Stunt Man)              | Animal – Das Tier im Manne                |
| Bester Stunt eines Mannes (Best Overall Stunt By A Stunt Man)              | The Fast and the Furious                  |
| Bester Stunt eines Mannes (Best Overall Stunt By A Stunt Man)              | Rush Hour 2                               |
| Bester Stunt eines Mannes (Best Overall Stunt By A Stunt Man)              | Rush Hour 2                               |
| Bester Stunt eines Mannes (Best Overall Stunt By A Stunt Man)              | Ohne Worte                                |
| Bester Stunt einer Frau (Best Overall Stunt By A Stunt Woman)              | Crime is King                             |
| Bester Stunt einer Frau (Best Overall Stunt By A Stunt Woman)              | The Fast and the Furious                  |
| Bester Stunt einer Frau (Best Overall Stunt By A Stunt Woman)              | Lara Croft: Tomb Raider                   |
| Bester Stunt einer Frau (Best Overall Stunt By A Stunt Woman)              | Die Mumie kehrt zurück                    |
| Bester Stunt einer Frau (Best Overall Stunt By A Stunt Woman)              | Planet der Affen                          |
| Bester Stuntkoordinator – Actionszene (Best Stunt Coordination – Sequence) | Crime is King                             |
| Bester Stuntkoordinator – Actionszene (Best Stunt Coordination – Sequence) | Apocalypse Now Redux                      |
| Bester Stuntkoordinator – Actionszene (Best Stunt Coordination – Sequence) | Die letzte Festung                        |
| Bester Stuntkoordinator – Actionszene (Best Stunt Coordination – Sequence) | Pearl Harbor                              |
| Bester Stuntkoordinator – Actionszene (Best Stunt Coordination – Sequence) | Passwort: Swordfish                       |
| Bester Stuntkoordinator – Film (Best Stunt Coordination – Feature Film)    | Apocalypse Now Redux                      |
| Bester Stuntkoordinator – Film (Best Stunt Coordination – Feature Film)    | The Fast and the Furious                  |
| Bester Stuntkoordinator – Film (Best Stunt Coordination – Feature Film)    | Pearl Harbor                              |
| Bester Stuntkoordinator – Film (Best Stunt Coordination – Feature Film)    | Planet der Affen                          |
| Bester Stuntkoordinator – Film (Best Stunt Coordination – Feature Film)    | Rush Hour 2                               |